# Christine-Philippine de Herzelles

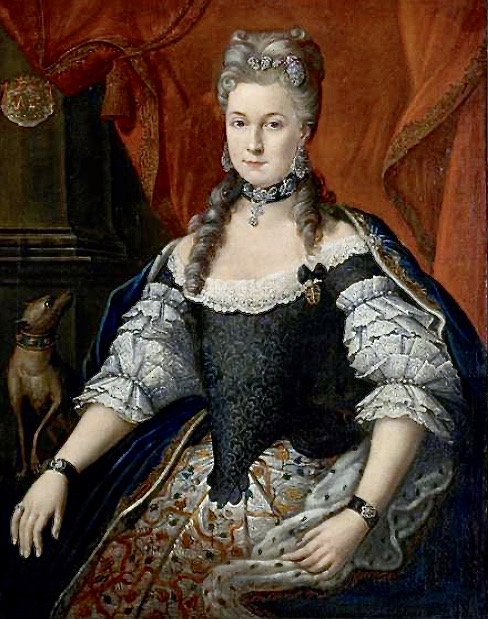
Christine-Philippine Marquise von Herzelles als Sternkreuzdame (Martin van Meytens, 1760er Jahre).

Christine-Philippine-Élisabeth Marquise von Herzelles geborene von Trazegnies (* 19. Dezember 1728 in Sopron; † 5. September 1793 in Namur) wurde von Kaiser Joseph II. mit der Erziehung seines einzigen Kindes betraut, scheint aber seinen Wunsch nach einer außerehelichen oder ehelichen Beziehung abgelehnt zu haben.

## Von Brüssel nach Wien

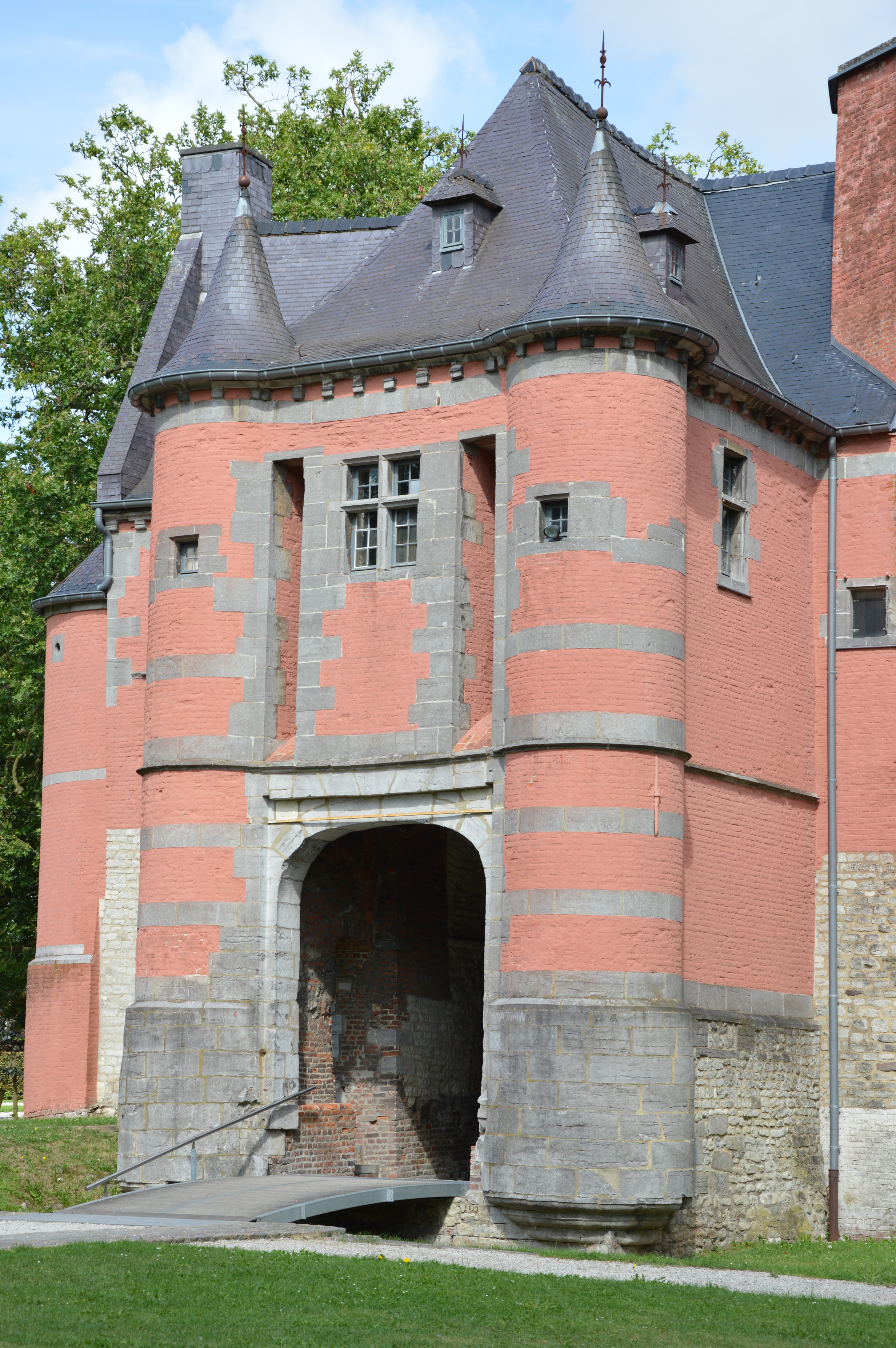
Torturm des Schlosses Trazegnies in Courcelles bei Charleroi (Hennegau).

Ihre Eltern waren der k. k. Dragoneroberst Philippe-Ignace-Joachim von Trazegnies (1685–1739) und Maria Eleonore Agnes von Bode verwitwete von Martensegg (1698–1755). 1730 wurde ihr Vater Marquis. In der Folge kehrte er in den heimatlichen Hennegau zurück.
Nach dem Abzug der Franzosen, welche die Österreichischen Niederlande im Österreichischen Erbfolgekrieg besetzt hatten, heiratete die 21-Jährige 1749 den 48 Jahre älteren Ambroise-Joseph Marquis von Herzelles (1680–1759). Dieser soll 1706 eine erste Ehe mit María Catalina Vicenta de Austria (1661–1714) geschlossen haben, einer 19 Jahre älteren Nichte des letzten spanischen Habsburgers Karl II., die in einem Kloster in Brüssel lebte. Ab 1722 war er dann mit Marie-Claire-Josèphe de Croÿ, Herzogin von Havré (1679–1747) verheiratet gewesen. Seit 1736 verwaltete der Lizentiat der Rechte und einstige spanische Brigadier die Finanzen der Österreichischen Niederlande und führte das Leben eines großen Herrn. Den nötigen Rahmen bildeten Schloss Fauquez bei Ittre (Brabant) und das Hôtel Salazar in Brüssel, in dessen Umbau er 1749–1753 36 000 Gulden steckte. Da er keine ehelichen Kinder hatte, ließ er 1755 zwei Söhne aus einer vorehelichen Beziehung mit Anne-Charlotte de Saint-Amand legitimieren. Als er 1759 starb, kam es zu einem Prozess um das Erbe, der bis über den Tod der Witwe hinaus dauerte. 1761 stellte der Rat von Brabant den Nachlass unter Sequester.
Auf Empfehlung ihrer Schwägerin Anna Charlotte von Lothringen, Äbtissin von Remiremont und Mons, holte Maria Theresia die verwitwete Marquise als Obersthofmeisterin ihres Sorgenkinds Maria Elisabeth (1743–1808) nach Wien. Die schöne Erzherzogin war zeitweise als Gattin des 33 Jahre älteren Ludwigs XV. von Frankreich im Gespräch, musste sich aber später, von den Pocken entstellt, mit der Leitung des Adeligen Damenstifts Innsbruck begnügen. Bevor Madame de Herzelles 1761 ihr Amt als „Aja“ antrat, wurde sie Sternkreuzdame. Als sie den Dienst 1763 aus gesundheitlichen Gründen quittierte, gewährte ihr die Monarchin eine Pension aus ihrer Privatschatulle.

## Joseph II.

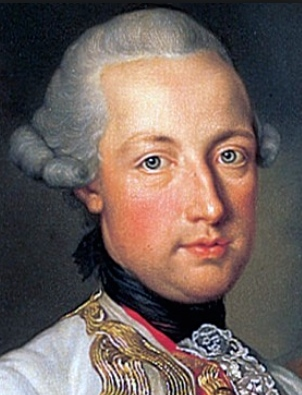
Kaiser Joseph II. in Generalsuniform (nicht identifizierter Künstler, 1760er Jahre?).

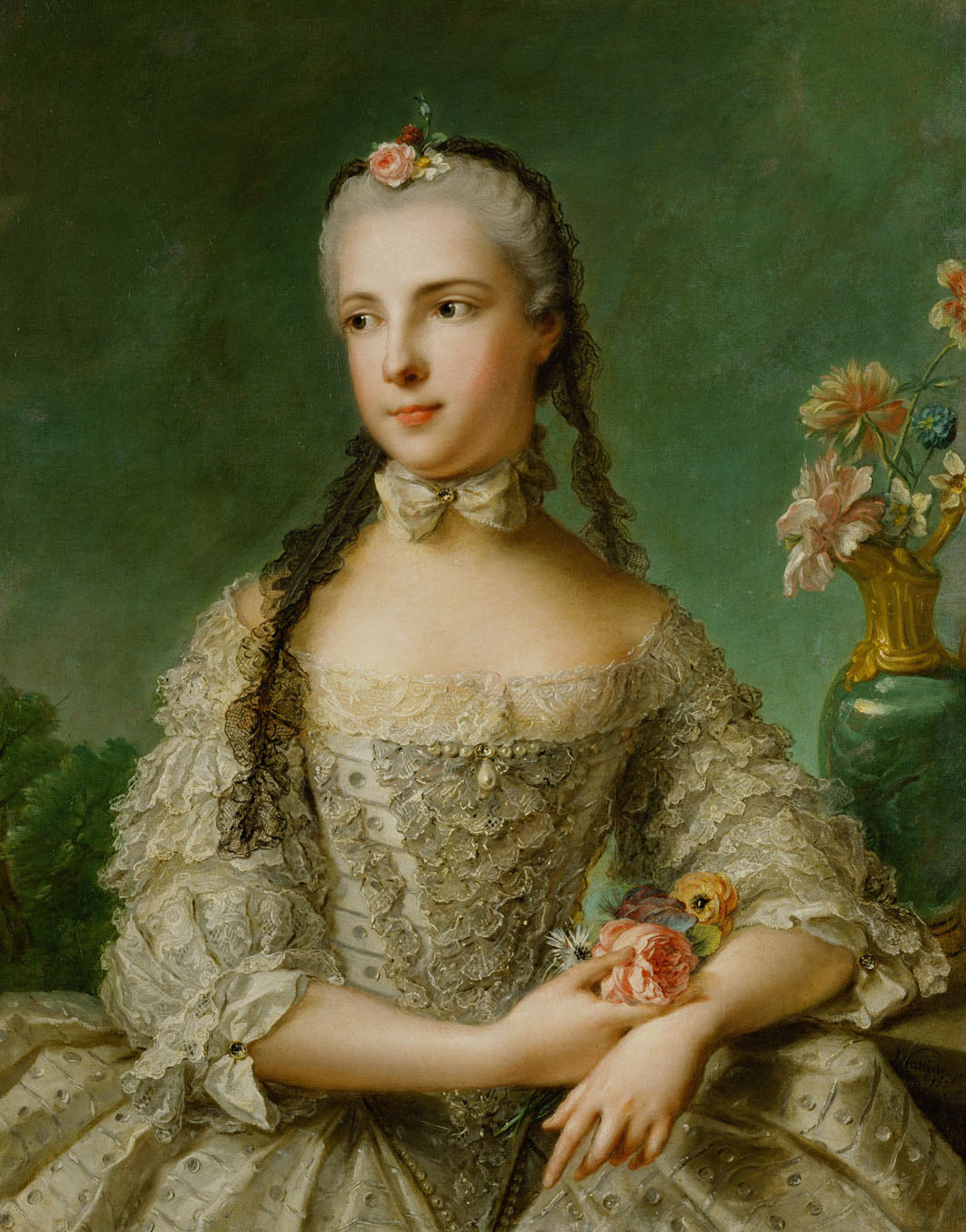
Isabella von Parma (Jean-Marc Nattier, 1758).

Maria Theresias Sohn Joseph II. hatte die Marquise in so guter Erinnerung behalten, dass er sie 1766 mit Unterstützung seiner Mutter bat, die Verantwortung für die Erziehung seiner mutterlosen Tochter Maria Theresia (1762–1770) zu übernehmen. Dieses einzige Kind des Kaisers stammte aus seiner ersten Ehe mit der hochbegabten, aber depressiven Isabella von Parma (1741–1763), die er geliebt hatte, obwohl sie eine lesbische Beziehung mit seiner Schwester Marie Christine (1742–1798) unterhielt. 1765 hatte er dann eine zweite Ehe mit der ungeliebten Josepha von Bayern (1739–1767) geschlossen. Madame de Herzelles scheint sein Angebot erst angenommen zu haben, als er wieder Witwer war.
1766 hatte Joseph seiner Tante Anna Charlotte prophezeit, das Beispiel und der „angenehme Geist“ der Marquise würden bei seiner Tochter mehr Wirkung erzielen „als die unangenehme Vorsicht der schnauzbärtigen Matronen des Hofes“. Als Madame de Herzelles im Herbst 1767 wieder in Wien eintraf, anvertraute er ihr, es sei nicht leicht gewesen, sie dem „gesamten Korps der fürchterlich respektablen Ajas und Obersthofmeisterinnen“ vorzuziehen. Dass er auf ihren Wunsch einen ihrer Brüder zum Oberstleutnant befördere, sei eine Gunst, die er vor ihr noch keiner Frau gewährt habe.
Doch Anfang 1770 starb der Schützling der Marquise mit erst sieben Jahren an einer Lungenentzündung. Der Kaiser war untröstlich. Ein Billet an Madame de Herzelles datierte er: „An diesem unglücklichen 23. Januar, der unseren glücklichen und so guten Haushalt auflöste.“ Auch schrieb er ihr, nun habe er nur noch sie, die ihn stütze und an der er hänge. Damals lehnte die Marquise einen Vorschlag von ihm ab, von dem außer Maria Theresia nie jemand erfahren sollte. Wollte er sie fürstlich belohnen, sie in seiner Nähe behalten oder gar eine morganatische Ehe mit ihr eingehen? Kervyn de Lettenhove, der letztgenannte Annahme zur Diskussion stellte, bemerkte einschränkend, dass sie durch keine Fakten gestützt sei. Derek Beales bezeichnete einen Heiratsantrag als möglich, aber unwahrscheinlich, obwohl der Kaiser früher Mesalliancen verteidigt habe. Gegen eine Verbindung mit Joseph gesprochen haben dürfte für die laut dem Fürsten von Ligne bezaubernde, aber tugendhafte Frau, dass der damals sexuell sehr aktive Kaiser zwölf Jahre jünger war als sie und dass sie sich stärker seiner besitzergreifenden Mutter als ihm verpflichtet fühlte.

## Maria Theresia
Nachdem Madame de Herzelles Wien endgültig verlassen hatte, unterhielt Maria Theresia mit ihr eine Korrespondenz, die 1771–1773 äußerst freimütig war. Über den Kaiser beklagte sie sich darin so bitter, als habe sie der Adressatin jeden Rest an Sympathie für ihn austreiben wollen. Joseph habe sich seit der Abreise der Marquise sehr verändert und behandle sie als Mutter gleich lieblos wie seine verstorbene Gattin Maria Josepha: „Urteilen Sie, wie mein Herz darunter leidet, das nur für diesen Sohn lebte, ihn vergötterte; das ist bitterer als der Tod.“ Auch warf die Monarchin ihrem Mitregenten und Nachfolger vor, sich mit Antiklerikalismus und Säbelrasseln über ihren Willen hinwegzusetzen.

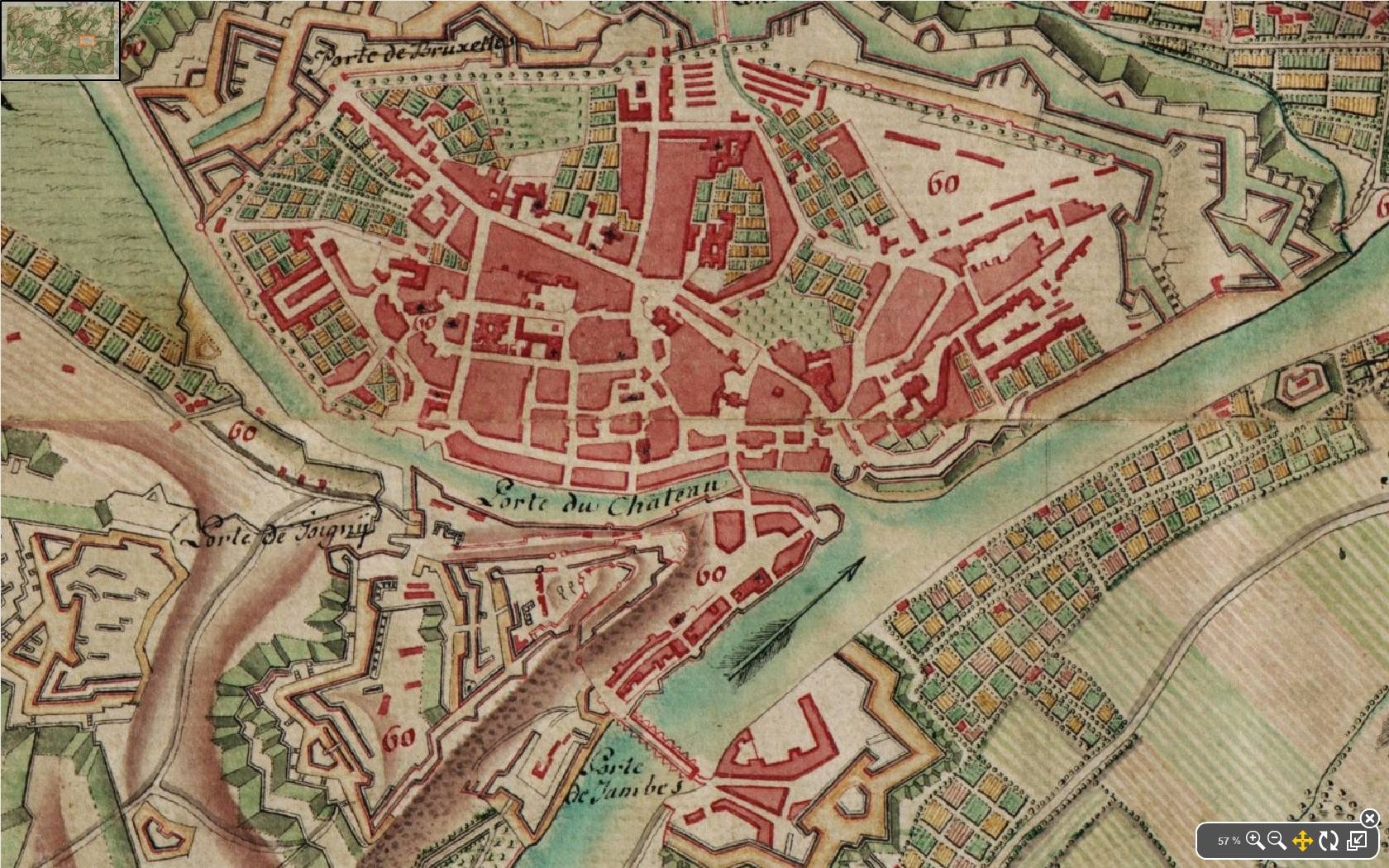
Namur (Ferraris-Karte, 1775).

1775 zog die Marquise zu ihrer unverheirateten Tante Sabine Charlotte von Bode (1719–1798) in das Benediktinerinnenkloster Paix-Notre-Dame in Namur, wo sie „Ihre Exzellenz“ genannt wurde. Die beiden Damen bewohnten dort mit drei Kammermädchen ein Appartement, das jährlich 1100 Gulden kostete. Eine Nichte von Madame de Herzelles wurde von den Nonnen unterrichtet. Offenbar war die Marquise mit dem Bischof von Namur Ferdinand Fürst Lobkowitz (1726–1795) befreundet. 1776/77 ersuchte sie Maria Theresia um Präbenden für deren Kabinettssekretär Karl Joseph Freiherr von Pichler, mit dem sie ebenfalls korrespondierte, und für die erwähnte Nichte. Letzterer versprach die Herrscherin vom zwölften Altersjahr an einen Platz im Adeligen Damenstift Mons. Auch wurde sie 1779 Patin einer anderen Nichte von Madame de Herzelles.

## Letztes Wiedersehen

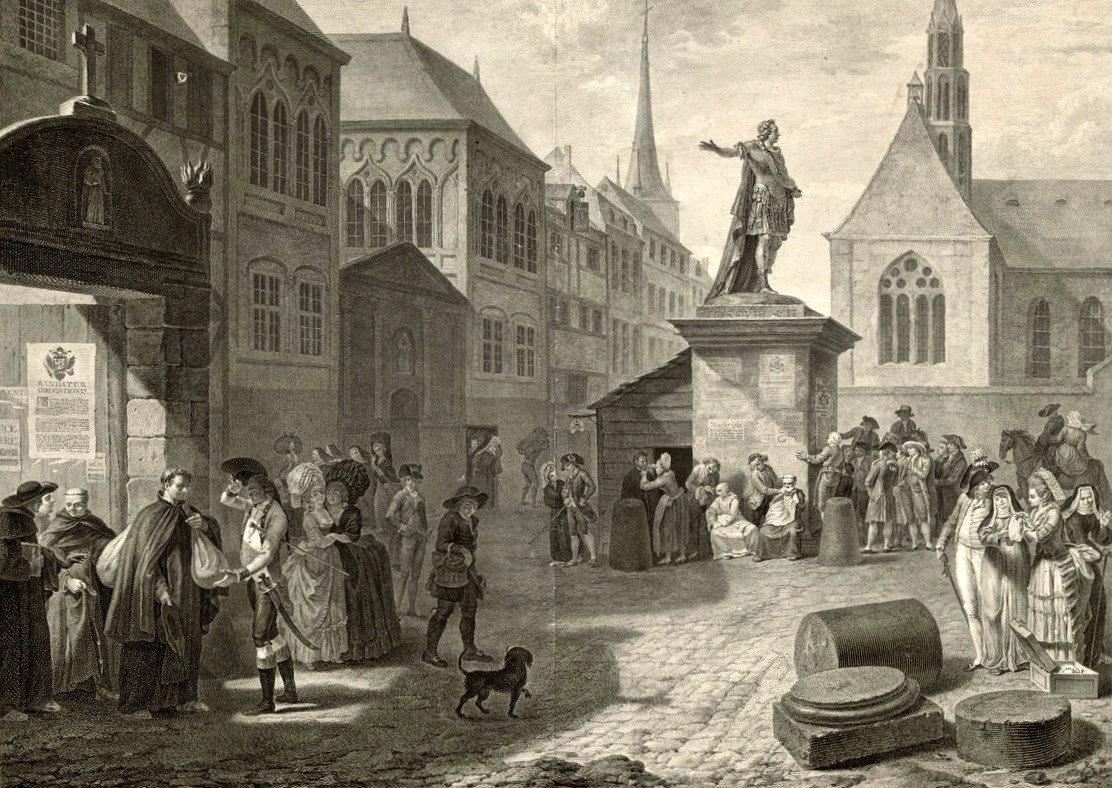
Aufhebung von Klöstern in den Österreichischen Niederlanden durch Joseph II. (Carl Gottlieb Guttenberg nach Léonard Defrance, 1782).

Als Joseph II. nach dem Tod der Mutter 1781 seine belgischen Besitzungen bereiste, legte er auffallend viel Wert darauf, die Marquise wiederzusehen. An den zwei Tagen seines Aufenthalts in Namur war er dreimal während insgesamt sechs bis acht Stunden bei ihr. Beim zweiten und dritten Treffen durfte sich keine Nonne zeigen. Auch Josephs Begleiter General Terzi war nicht zugegen, jedenfalls schweigt das von diesem geführte Reisetagebuch über den Besuch. Laut einer Anekdotensammlung nannte der Kaiser Madame de Herzelles stets „ma bonne maman“.
1782 ersuchte die Marquise den „Revolutionär auf dem Kaiserthron“, ihren Alterssitz von der geplanten Aufhebung „unnützer“ (kontemplativer) Klöster auszunehmen, weil die Benediktinerinnen in Namur fortan eine unentgeltliche Schule für arme Mädchen unterhalten würden. In seinem Antwortschreiben gewährte er ihr diese Bitte, die ihrer „schönen Seele“ und ihrem Wunsch nach besserer Erziehung der Jugend Ehre mache.
Kurz nach der Annexion der Österreichischen Niederlande durch Frankreich im Jahre 1793 starb Madame de Herzelles mit 64 Jahren in dem Kloster in Namur an Krebs.

## Galerie

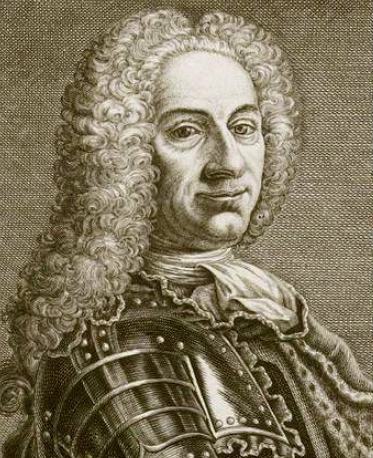
Marquis von Herzelles (François Harrewijn, 1740).
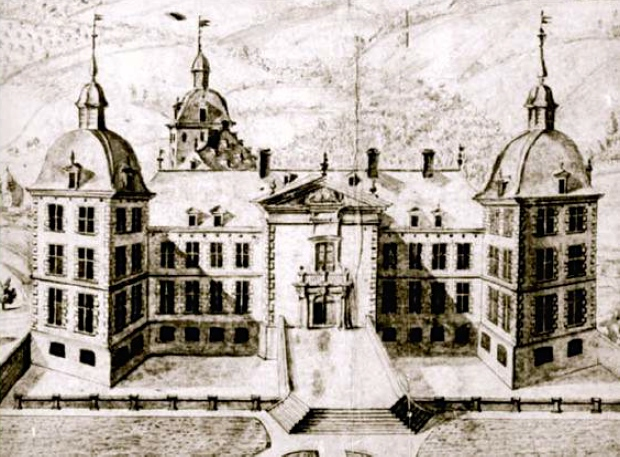
Schloss Fauquez bei Ittre (Brabant).
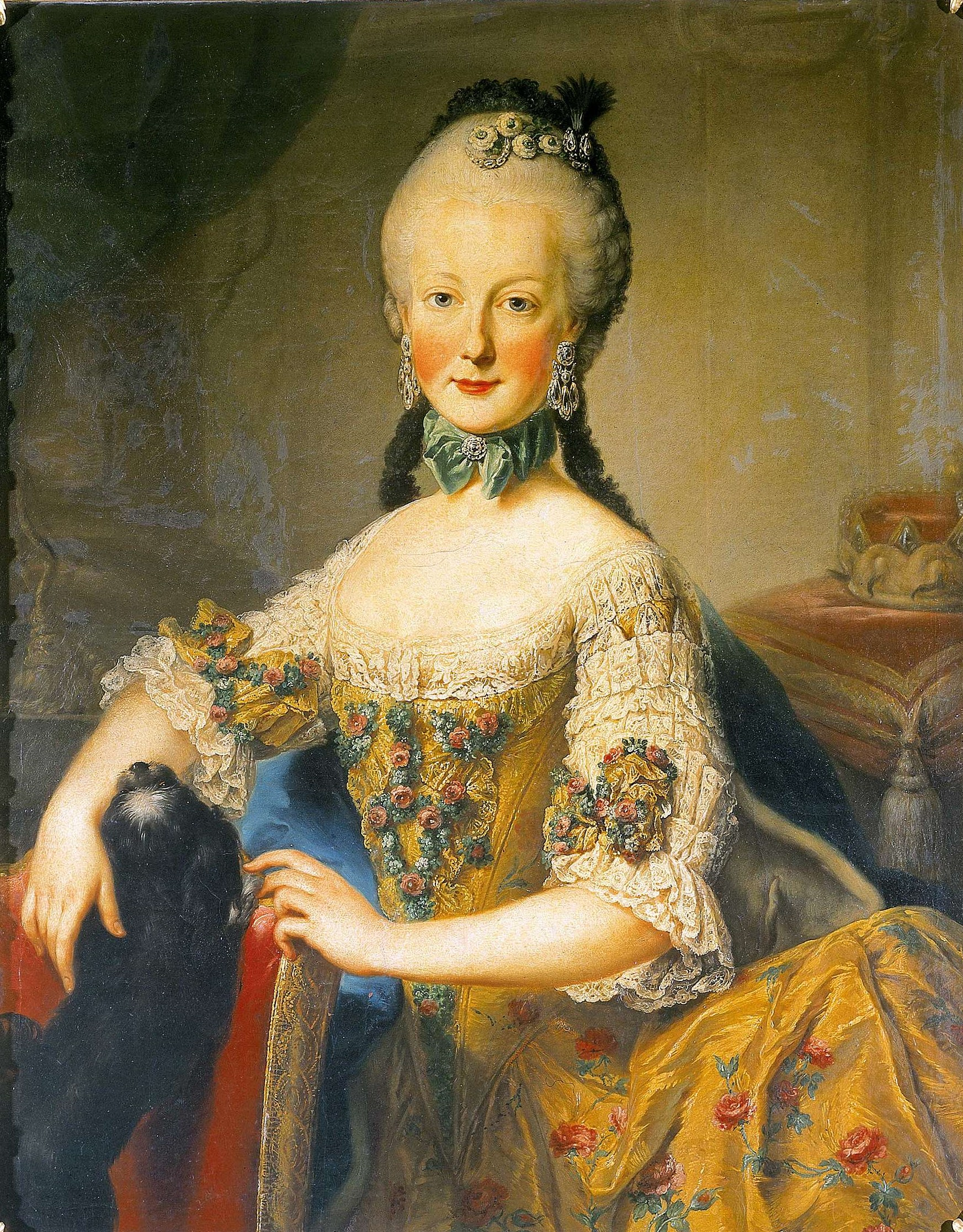
Erzherzogin Maria Elisabeth (Martin van Meytens?).
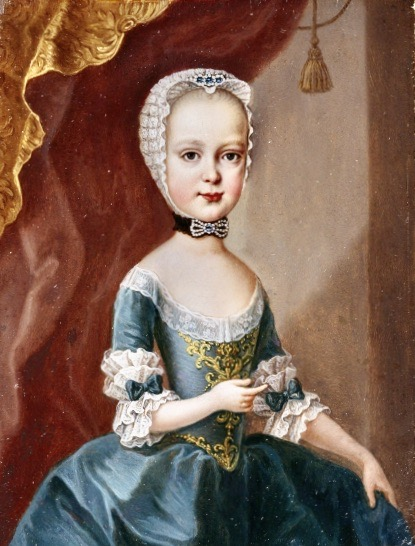
Erzherzogin Maria Theresia (Erzherzogin Marie Christine?).